# 桂庫魯人
桂庫魯人（Kuikuro）是巴西馬托格羅索州的原住民族，其語言阿莫那語屬於卡里班語族。據2010年統計，人口約592。
桂庫魯人的傳統領域位於欣古河上游。該地在 1,500 或 400 年前就有人居住，此後因歐洲殖民者引入的疾病使部落人口減少。
桂庫魯人的口傳神話，是促使英國探險家波西·福西特 在 1920 年代展開失落之城Z探詢之旅的契機。

## 歷史
根據考古學家在欣古河流域的調查，桂庫魯文化大約於1000前形成。至西元1400年已有規模巨大的部落存在。當時部落人口估計有10,000人，且樓房、柵欄、橋樑、大門、道路等大型建設一應具全，足見其有卓越的建築技術。
歷史上首次與桂庫魯人接觸的歐洲人，是1884年由德國人卡爾·馮·登·斯坦寧 （页面存档备份，存于）率領的探險隊。當時桂庫魯人稱斯坦寧為「卡魯西」(Kalusi)，意為「第一個和平到來的白人」。根據桂庫魯人的口述史，在斯坦寧之前，已有另一群歐洲人造訪欣古，但他們追捕並殺害族人，被稱為「班德蘭特人」(bandeirantes)。
在與歐洲人的接觸過程中，許多族人死於歐洲人帶來的致命疾病，人口數量急劇下降。據估計，當地人口從 1900 年的 3,000 人下降到 1940 年底的 700 多人。

## 信仰
桂庫魯人的傳統信仰為薩滿教和泛靈信仰。桂庫魯神話稱世界是由太陽(Giti)和月亮(Alukuma)所創造。此外他們也相信存在於自然界中的「靈」。桂庫魯人稱靈為「伊薩克」（Itseke），而薩滿則可透過與伊薩克溝通，為族人治病、解惑。